# 函館市交通局3000形電車
函館市交通局3000形電車（はこだてしこうつうきょく3000がたでんしゃ）は、1993年（平成5年）に登場した函館市交通局（現在の函館市企業局交通部。函館市電）の路面電車車両である。

## 概要
1993年（平成5年）4月24日に27年ぶりの新車として2000形と同時に登場した。2000形を基本とする車体構造であるが、北海道の路面電車では初めての冷房装置および回生ブレーキを搭載し、側窓が一段下降式となっているほか、運行開始時の塗色が青地に白であった点が2000形と異なる。なお2016年（平成28年）現在では、車両前面のみ白地に黄緑色の帯が入る、交通部標準の塗装となっている。冷房装置は21,000kcal/hのCU776-G1形ユニットクーラを採用、また集電装置はPT7101-Aシングルアームパンタグラフを搭載する。
公募により「マリンブルー号」、3002号には「マリンブルー号Ⅱ」の愛称が付けられた。

## 製造

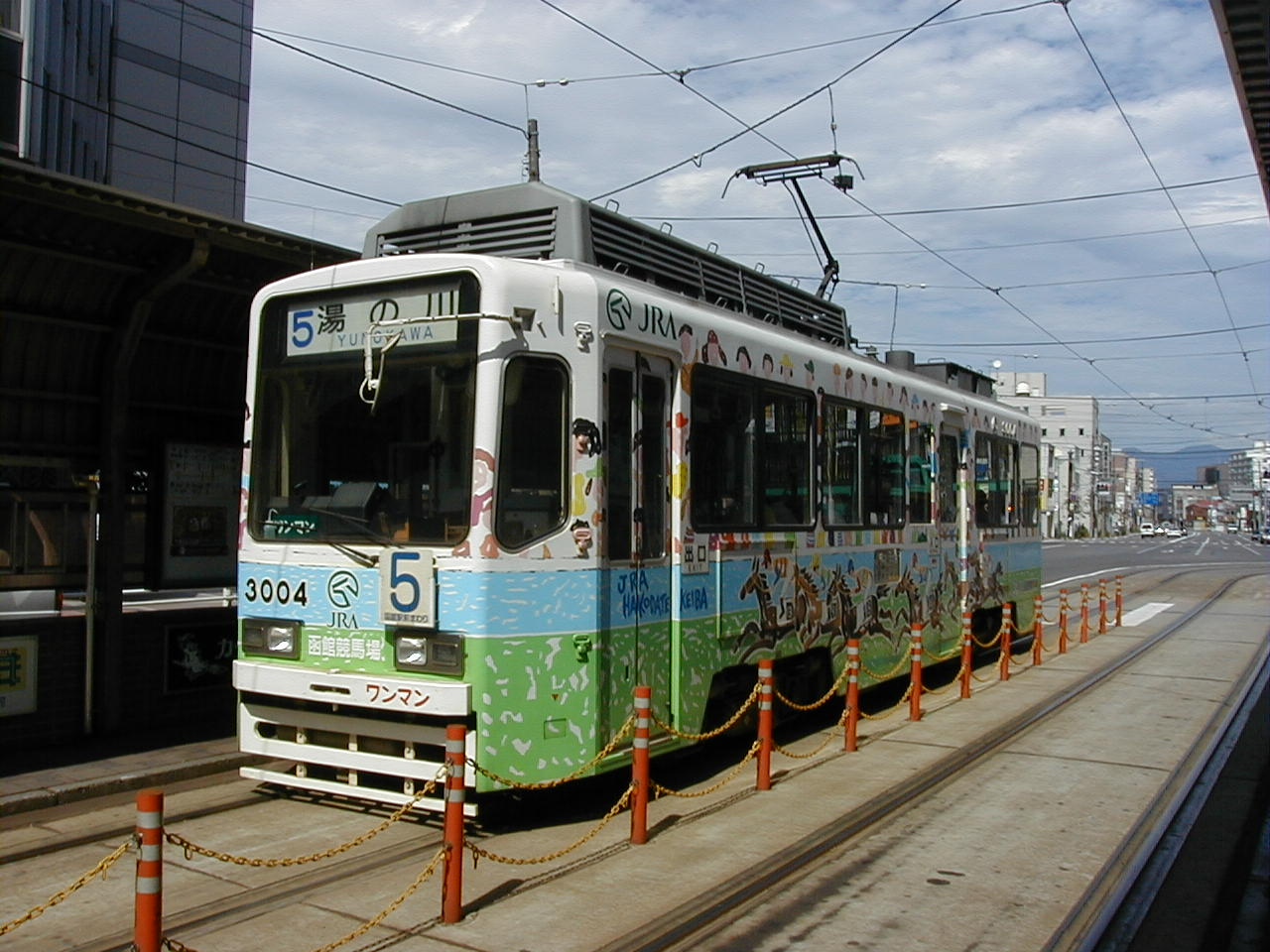
3004号車

全車アルナ工機で製造された。
- 3001 - 1993年（平成5年）3月
- 3002 - 1994年（平成6年）3月
- 3003 - 1995年（平成7年）3月
- 3004 - 1996年（平成8年）3月

## 大規模改修

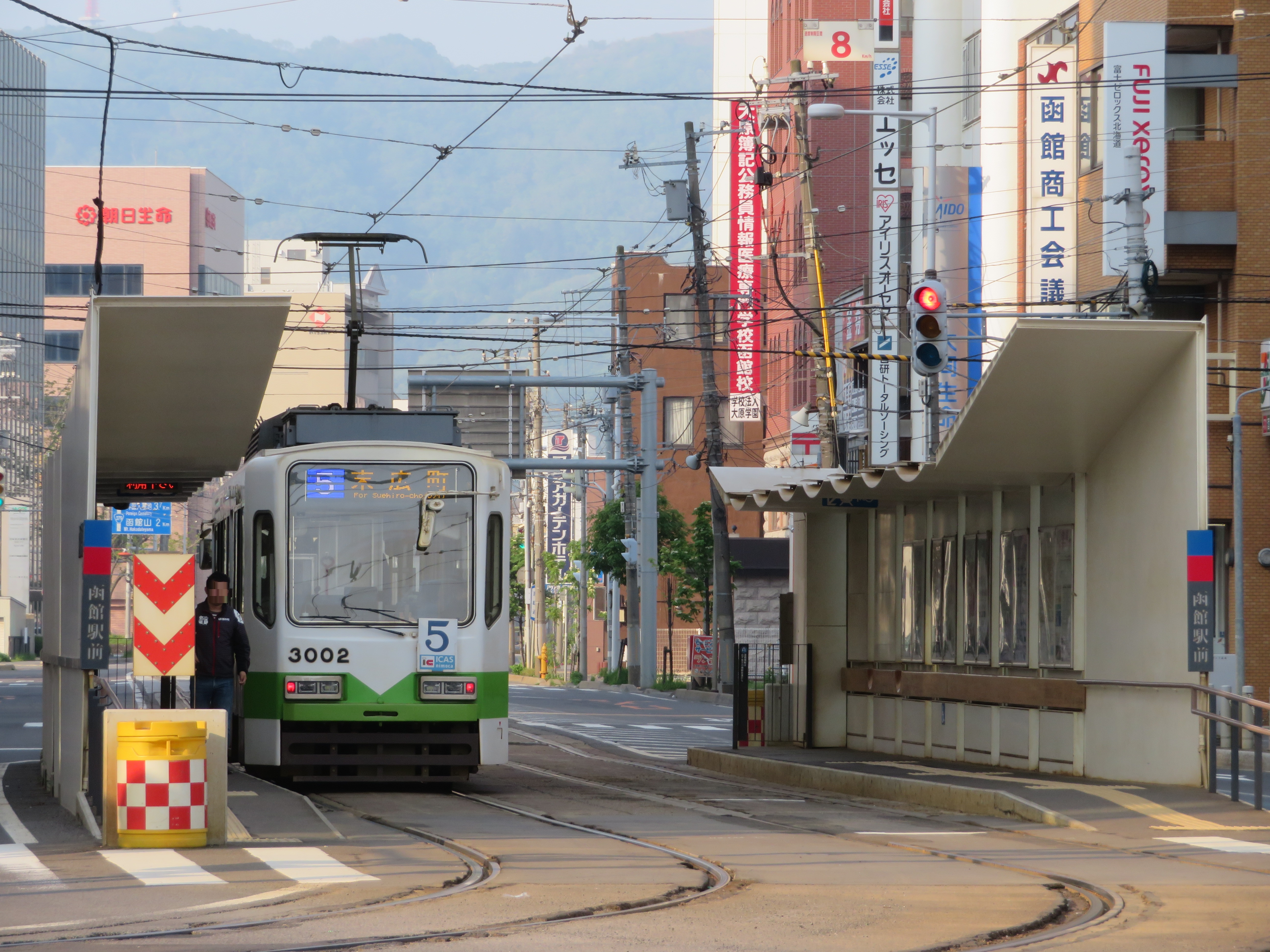
大規模改修後の3002号（2017年5月）

運行開始から20年以上が経過し車体床下の腐食などが目立ち始めたことから、2015年度から2019年度にかけて、函館市交通経営計画（第2次）に基づき東京都の京王重機整備にて車体改修が実施された。施工時期は以下の通り。
- 3002 - 2015年度[5]（11月 - 3月[2]）
- 3001 - 2017年度[6]
- 3004 - 2018年度[7]（10月 - 3月[8]）
- 3003 - 2019年度[9][10]

主な修繕・改良点は以下の通り。
- 車両床下部分の腐食箇所修繕
- ヘッドライトをハロゲン式からLED式へ変更
- 前面行先・系統表示器のLED化[注釈 1]
- 座席モケットの張り替え
- 運賃表示器を液晶ディスプレイに交換
- VVVFインバータの更新[11]

## 広告塗装
函館市電の多くの車両には、企業などの全面広告が施されているが、2019年（令和元年）10月以降当形式は全面ラッピング広告の対象車両からは外れ、車体側面のみ広告として使用できる部分ラッピング広告の対象車両となっている。2023年（令和5年）12月現在の各車に施されている広告主を以下に示す。
- 3001 - 復刻マリンブルー号
- 3002 - 「HK-R函太郎」
- 3003 - 「株式会社五勝手屋本舗」
- 3004 - 「函館タナベ食品(株)」